# Tamischbachturm
Tamischbachturm är ett berg i Österrike.   Det ligger i distriktet Liezen och förbundslandet Steiermark, i den östra delen av landet, 140 km sydväst om huvudstaden Wien. Toppen på Tamischbachturm är 1 341 meter över havet, eller 22 meter över den omgivande terrängen. Bredden vid basen är 0,06 km. Tamischbachturm ingår i Ennstaler Alpen.
Terrängen runt Tamischbachturm är bergig åt sydväst, men åt nordost är den kuperad. Närmaste större samhälle är Eisenerz, 16,9 km öster om Tamischbachturm. 
I omgivningarna runt Tamischbachturm växer i huvudsak blandskog. Runt Tamischbachturm är det ganska tätbefolkat, med 60 invånare per kvadratkilometer.